# Marcel Dadi

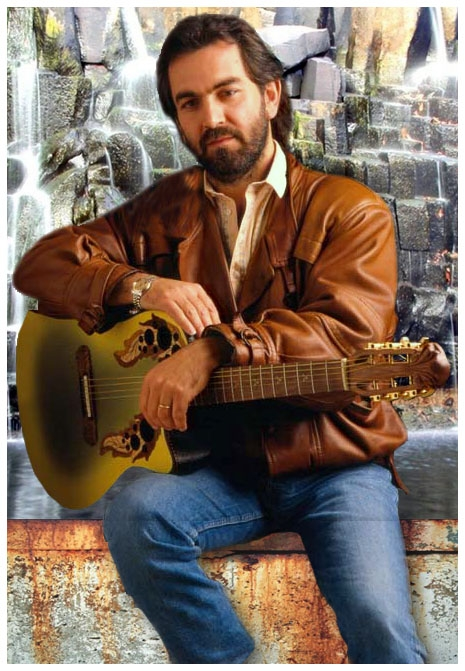
Marcel Dadi

Marcel Dadi (* 20. August 1951 in Sousse, Tunesien; † 17. Juli 1996 über dem Atlantik vor Long Island) war ein französischer Gitarrist, der vor allem für seinen Fingerpickingstil berühmt war.

## Leben und Wirken
Dadi lebte seine ersten drei Lebensjahre in Tunesien, bevor seine arabisch-jüdische Familie mit ihm nach Frankreich zog. Er hat die Instrumentalstile seiner amerikanischen Vorbilder Chet Atkins, Merle Travis und Jerry Reed fortgeführt. Später war Dadi mit Chet Atkins befreundet, der auch sein Trauzeuge wurde. Seine Kompositionen wurden auch von Raphaël Faÿs interpretiert.
1983 immigrierte Marcel Dadi nach Israel und lebte für einige Jahre in Eilat am Roten Meer mit seiner Frau und seinem neugeborenen Sohn. Eric Clapton, ein guter Freund der Familie, besuchte ihn dort im Jahr 1988. Für die letzten Jahre seines Lebens zog er wieder nach Frankreich. Dadi starb auf der Rückreise von seiner Aufnahme in Nashvilles „Walkway of Stars at the Country Music Hall of Fame and Museum“ bei einem Flugzeugunglück (Trans-World-Airlines-Flug 800). Nach seinem tragischen Tod wurden seine sterblichen Überreste aus dem Meer geborgen, ebenso wie die der meisten anderen Opfer. Sein Grab befindet sich auf dem Jüdischen Friedhof am Ölberg in Jerusalem.

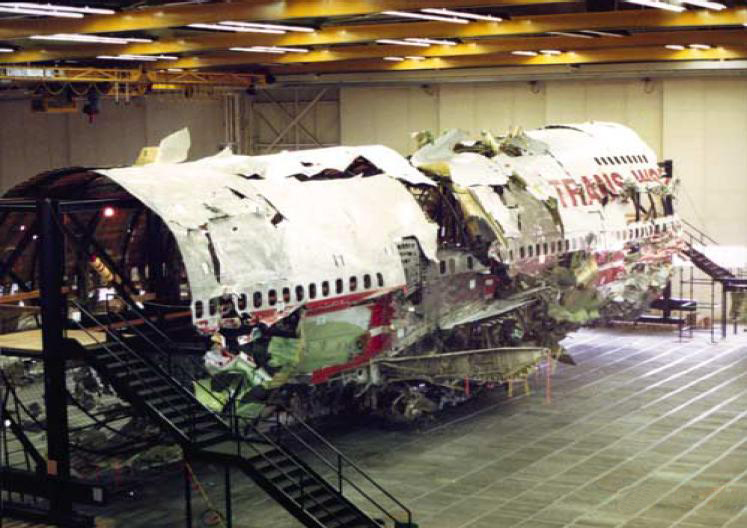
Die zusammengesetzten Trümmer der verunglückten Boeing 747-131 von Flug TWA-800.

## Diskografie
- La guitare à Dadi. Volume 1 (1973)
- Dadi’s Folk. Volume 2 (1973)
- La guitare à Dadi. Volume 3 (1974)
- Marcel Dadi and friends. Volume 1. Olympia 1975 (1975)
- Dadi’s Picking Lights Up Nashville. Volume 1 (1976)
- Dadi’s Picking Lights Up Nashville. Volume 2 (1976)
- Dadi and Friends - Volume 2. Olympia 1977 (1977)
- La Guitare d’Or de Dadi (ou Spécial Disque d’Or) (1977)
- Travelin’ Man (1977)
- La méthode de Guitare de Dadi. Disk 1 (1979)
- La méthode de Guitare de Dadi. Disk 2 (1979)
- Dadi Cool (1979)
- Disque d’Or (1980)
- Mélodies (1980)
- Dadi New Style (1981)
- Dadi deux guitares (mit Jean Felix Lalanne und C. Laborde) (1982)
- Dimanche après midi (1983)
- Guitar Goodies. Volume 1 (1984)
- Guitar Goodies. Volume 2 (1985)
- Guitar Anthology. Disk 1 (1986)
- Guitar Anthology. Disk 2 (1986)
- Country and Gentlemen (mit Jean Felix Lalanne) (1988)
- Concert Olympia avec Jean Felix Lalanne. CD 1 (1988)
- Concert Olympia avec Jean Felix Lalanne. CD 2 (1988)
- Guitar Legend. Volume 1 (1989)
- Nashville Rendez Vous (1990)
- Fingers Crossing (1991)
- Guitar Legend. Volume 2 (1991)
- Country Guitar flavors (1992)
- Guitar Memories (1992)
- Le coffret. Guitar Legend. Volume 1. CD 1 (1996)
- Le coffret. Guitar Legend. Volume 2. CD 2 (1996)
- Le coffret. Guitar Memories. CD 3 (1996)
- Le coffret. Nashville Rendez Vous. CD 4 (1996)
- Le coffret. Fingers Crossing. CD5 (1996)
- Le coffret. Country Guitar Flavours. CD 6 (1996)
- Nashville Guitar Trilogy. Nashville Rendez Vous. CD 1 (1996)
- Nashville Guitar Trilogy. Fingers Crossing. CD 2 (1996)
- Nashville Guitar Trilogy. Country Guitar Flavours. CD 3 (1996)
- The Country Music Hall of Fame. Hommage à Marcel Dadi. CD 1 (1997)
- The Country Music Hall of Fame. Hommage à Marcel Dadi. CD 2 (1997)
- Best of. Compilation. CD 1 (1988)
- Best of. Compilation. CD 2 (1988)
- Early Recording Jumboree. La guitare à Dadi. Volume 1. Compilation CD 1.
- Early Recording Jumboree. La guitare à Dadi. volume 3. Compilation CD 2.
- Guitar Legend Volume 1. Compilation CD 1.
- Guitar Legend Volume 2. Compilation CD 2.